# Marquesado de las Riberas de Boconó y Masparro
El Marquesado de las Riberas de Boconó y Masparro es un título nobiliario español, otorgado el 17 de diciembre de 1787 por el rey Carlos III, a favor de José Ignacio del Pumar y Traspuesto, vizconde de Pumar, caballero de la Orden de Carlos III y vecino de Barinas, Capitanía General de Venezuela.

## Marqueses de las Riberas de Boconó y Masparro
|                                     | Titular                             | Periodo                 |
| Creación por Carlos III             | Creación por Carlos III             | Creación por Carlos III |
| ----------------------------------- | ----------------------------------- | ----------------------- |
| I                                   | José Ignacio del Pumar y Traspuesto | 1738-1814               |
| Rehabilitación por Francisco Franco |                                     |                         |
| II                                  | José Antonio Baldó y Raldiris       | 1956-1960               |
| III                                 | Antonio Federico Correa y Veglison  | 1960-1971               |
| IV                                  | María Josefina Correa y Veglison    | 1974-2002               |
| V                                   | Jacobo Montalvo y Vijande           | 2002- actual titular    |